# Tachygyna proba
Tachygyna proba är en spindelart som beskrevs av Alfred Frank Millidge 1984. Tachygyna proba ingår i släktet Tachygyna och familjen täckvävarspindlar. Inga underarter finns listade i Catalogue of Life.